# بوفورت (مالزی)
بوفورت (به لاتین: Beaufort) یک منطقهٔ مسکونی در مالزی است که در Beaufort واقع شده‌است. بوفورت ۱۲٬۷۴۲ نفر جمعیت دارد.